# Nevesinjska puška (1963.)
Nevesinjska puška hrvatski je dugometražni film iz 1963. godine. Film govori o hercegovačkom ustanku (1875.–1878.). Puni naslov filma je „Nevesinjska puška ili Pohvala pobijeđenom vojvodi”.

## Radnja
Krajem 19. stoljeća vojvoda Mićo Ljubibratić potiče na ustanak u istočnoj Hercegovini protiv turske vlasti. Ustanak potpomažu razni dobrovoljci, jasno dajući do znanja zainteresiranim silama da neće dopustiti instrumentalizaciju ustanka. Zbog toga ustanak ometaju austrijske vlasti, a crnogorski i srpski knezovi povlače svoje jedinice iz ustanka.

## Uloge
- Miha Baloh – vojvoda Mićo Ljubibratić
- Jovan Miličević – vojvoda Peko Pavlović
- Vladimir Krstulović – don Ivan Musić
- Petre Prličko – Petar Harambaša
- Vladimir Medar – kapetan Tomaš
- Tatjana Beljakova – Jeanne Markus
- Dragan Ocokoljić – Grigorije
- Veljko Maričić – Reiner
- Ðorđe Nenadović – Ilija
- Velimir Bata Živojinović – poručnik Kostić

## Nagrade
- Srebrna arena za režiju (Pula 63')[1]
- Diploma za scenografska rješenja (Pula 63')[1]